# Serguei Eisenstein
Serguei Mikhailovitch Eisenstein (em russo:  Сергей Михайлович Эйзенштейн, transl. Serguei Mihailovitch Eizenshtein; Riga, 22 de janeiro de 1898 – Moscou, 11 de fevereiro de 1948) foi um dos mais importantes cineastas soviéticos. Foi também um filmólogo.
Relacionado ao movimento de arte de vanguarda russa, participou ativamente da Revolução de 1917 e da consolidação do cinema como meio de expressão artística.
Notabilizou-se por seus filmes mudos A Greve, O Encouraçado Potemkin e Outubro, assim como os épicos históricos Alexandre Nevski e Ivan, o Terrível. Sua obra influenciou fortemente os primeiros cineastas devido ao seu uso inovador de escritos sobre montagem.

## Biografia

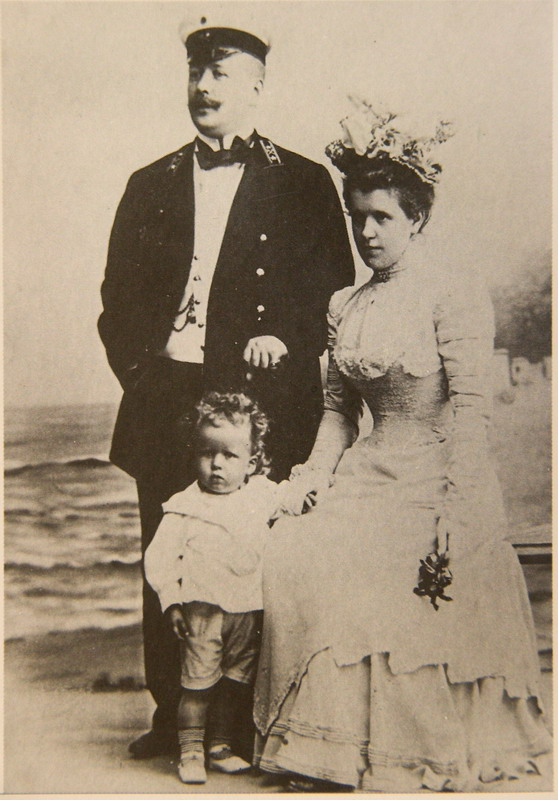
O jovem Serguei com seus pais Mikhail e Julia Eisenstein.

Serguei Eisenstein nasceu em Riga (na atual Letônia, que era então parte do Império Russo), no Governorado da Livônia.
Nos seus primeiros anos, a família mudava-se  com frequência, tal como ele próprio continuaria a fazer ao longo de sua vida. O pai Mikhail Ossipovitch Eisenstein (1867-1920), era um famoso arquiteto nascido no Oblast de Kiev, descendente, pelo lado paterno, de judeus alemães convertidos à  ortodoxia russa e, pelo lado materno, de suecos. A mãe de Serguei, Iulia Ivanovna Konetskaya, era de família russa ortodoxa, filha de um próspero comerciante.
Iulia deixou Riga no ano da Revolução de 1905, levando Serguei com ela para São Petersburgo. Serguei voltaria algumas vezes a Riga, para ver seu pai, que mais tarde juntar-se-ia a eles. O divórcio do casal seguiu-se a esse tempo de separação. Em 1910, Iulia deixa a família para morar em Paris. Eisenstein será educado na tradição cristã ortodoxa mas posteriormente tornar-se-á ateu.
Em 1915, ingressa no Instituto de Engenharia Civil de Petrogrado. Em 1917, abandona os estudos e incorpora-se ao Exército Vermelho.. No entanto, não se engaja politicamente em outubro de 1917, mas somente no início da Guerra Civil, o que acabaria por separá-lo de seu pai, que apoiava o lado oposto, que será derrotado. Em consequência disso, seu pai vai para a Alemanha, enquanto Serguei se desloca para Petrogrado, Vologda e Dvinsk. Em 1920, Serguei é transferido para uma posição de comando em Minsk, após providenciar uma exitosa propaganda para a Revolução de Outubro. Nesta época,  tem contato com o teatro Kabuki e estuda japonês, aprendendendo cerca de trezentos caracteres kanji. Mais tarde ele citaria essa forma de "pictografia verbal" como uma de suas influências estéticas, ajudando-o a "entender... as camadas mais íntimas do método da arte".

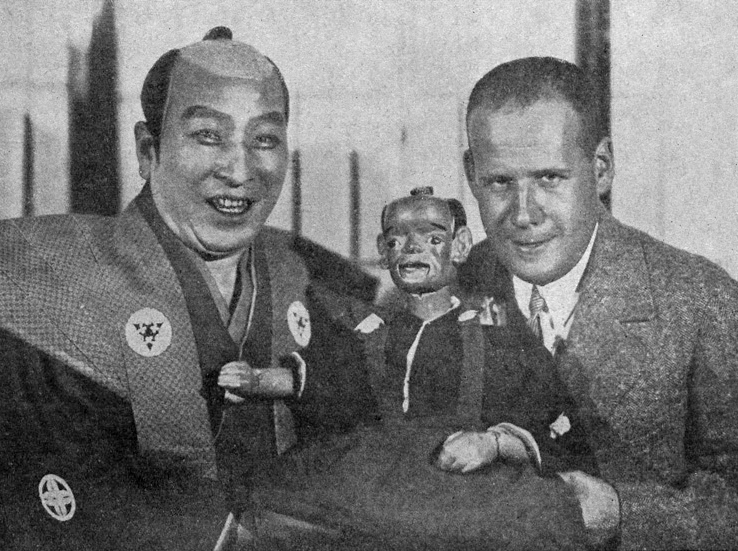
Com o ator de kabuki japonês Sadanji Ichikawa II, Moscou, 1928

Em 1920 Eisenstein muda-se para Moscou e começa sua carreira no teatro, trabalhando em Proletkult. Suas produções receberam os títulos Máscaras de Gás, Ouça Moscou e Estupidez Suficiente em cada Homem Sábio, Eisenstein trabalharia então como designer do produtor e diretor teatral Vsevolod Meyerhold. Em 1923, Eisenstein começa sua carreira como um teórico, escrevendo A Montagem das Atrações para o jornal LEF. O primeiro filme de Eisenstein, O Diário de Glumov, também foi feito no mesmo ano com Dziga Vertov contratado inicialmente como um "instrutor". O filme fez parte da sua produção teatral O Homem Sábio.
Eisenstein teve constantes atritos com o regime de Josef Stalin, por sua visão do comunismo e por sua defesa da liberdade de  expressão artística  e da independência dos artistas em relação aos governantes, posição não tolerada num país onde a indústria cinematográfica tinha dificuldades para se nacionalizar, dada a escassez de recursos.
Ao longo de toda a sua carreira, nunca deixou de trabalhar e redefinir costantemente a ideia de montagem e suas possibilidades expressivas, passando da montagem das atrações para a montagem intelectual (ou cinedialética) e para a chamada montagem vertical.
Com 26 anos fez A Greve, mostrando que arte e política podiam andar juntas. Com 27, deu ao mundo O Encouraçado Potemkin, obra que é considerada, juntamente com Cidadão Kane, de Orson Welles, das mais importantes na história do cinema.
Graças ao sucesso extraordinário de O Encouraçado Potemkin, foi chamado pela MGM e embarcou para os Estados Unidos. Só que seus projetos não decolavam, apesar de ter amigos poderosos como Chaplin e Flaherty.
Eisenstein resolve então afastar-se de Hollywood e, depois do curto idílio capitalista, volta ao seu país para fazer ¡Que viva México!, uma obra ambiciosa sobre a história de um  país  e sua  cultura. Entretanto, as filmagens são interrompidas por problemas financeiros. Mas sua incursão ao Ocidente não passaria impune. Stalin estava desconfiado em relação a ele, e o clima geral de suspeita também se envolvia a nomenklatura do Partido.
Em 1935, ele é encarregado de um outro projeto, O Prado de Bejine, mas aparentemente o filme acabou por ter os mesmos problemas de ¡Que viva México!. Eisenstein, unilateralmente, decidira filmar duas versões do roteiro - uma para adultos e outra para crianças - mas falhou na definição de um claro cronograma de filmagem, estourou o orçamento e perdeu prazos. Boris Shumyatsky, o poderoso controlador de facto do Goskino ( Comitê Estatal para o Cinema da URSS) manda parar as filmagens e cancela os dois projetos seguintes do cineasta. Eisenstein é obrigado a pedir desculpas, publicamente, pelo excesso de simbolismo e formalismo de sua obra. O que parece ter sido a salvação da carreira de Eisenstein é que Stalin se convencera de que a responsabilidade pelo desastre de O Prado de Bejine não teria sido tanto do realizador mas dos executivos que deveriam tê-lo supervisionado. A culpa recaiu, portanto, sobre os ombros de Shumyatsky, que, no início de 1938 foi denunciado, preso, julgado e condenado como traidor e executado.
Einsenstein recebe então a incumbência de filmar Alexandre Nevski, como uma peça de propaganda antigermânica, tendo um supervisor "oficial" designado para controlar seu trabalho, em 1938. Apesar de tudo, assim como já fizera no Potemkin, ele construiu uma obra-prima. A primeira parte da sua  trilogia foi mesmo muito apreciada por Stalin. Einsenstein foi até condecorado com a Ordem de Lenin em 1939 e, em 1941, nomeado diretor artístico do Mosfilm, o maior estúdio da URSS.

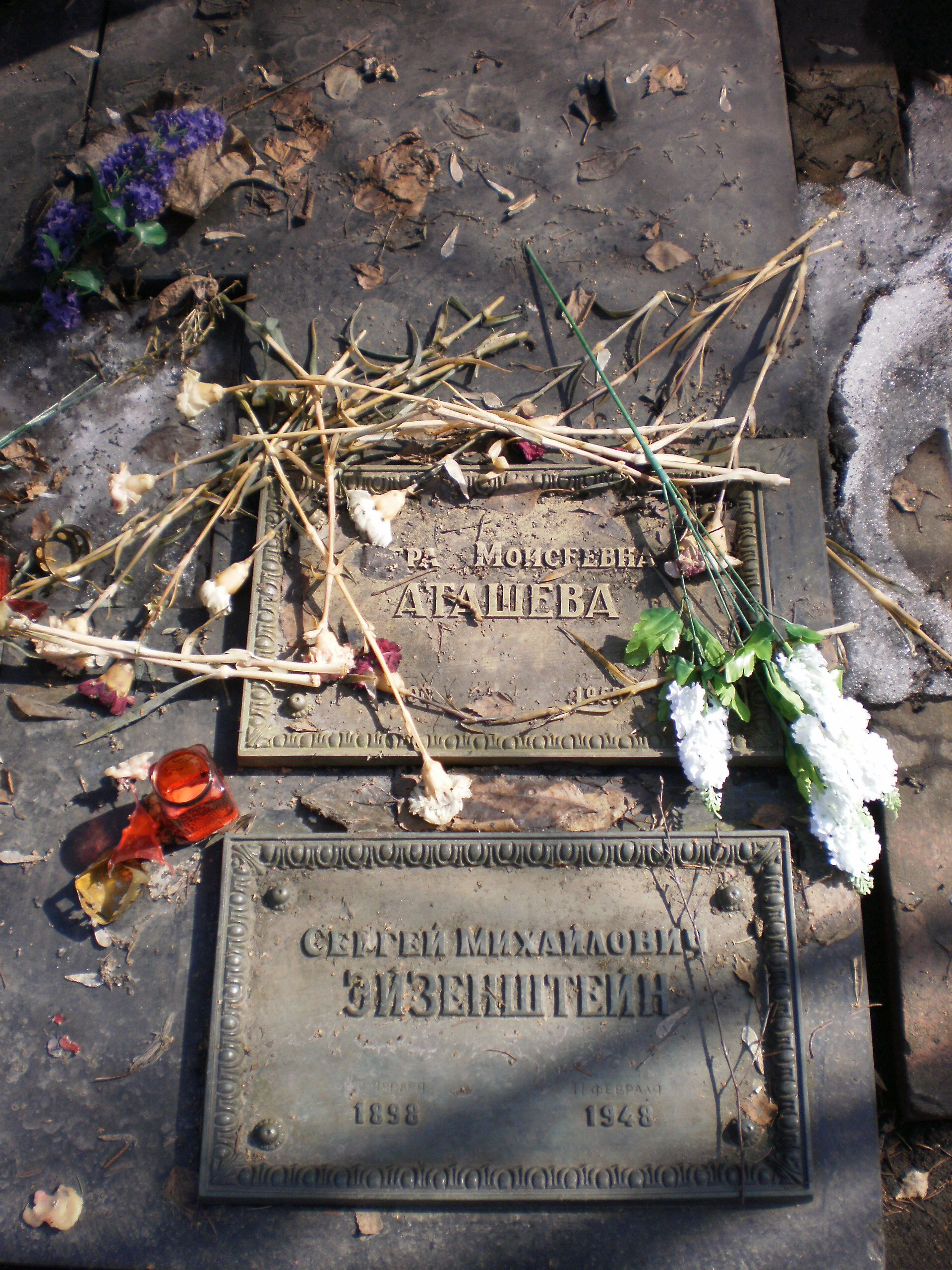
Túmulo de Eisenstein localizado no cemitério de Novodevichy.

Em seguida, já com o prestígio recuperado, Eisenstein começa Ivã, o Terrível (sobre o czar Ivan IV), que deveria ter três partes. Rodado entre 1942 e 1944, o filme recebeu a aprovação de Stalin para a primeira parte, e rendeu ao realizador o Prêmio Stalin, em 1945. Na segunda parte, concluída em 1946, o czar Ivan não é mais descrito como um herói, mas como um tirano paranóico. A terceira parte, iniciada em 1946 e deixada inacabada, foi confiscada e parcialmente destruída. A segunda parte tem cenas coloridas (a celebração final), graças a uma recuperação de películas  Agfacolor alemãs, após a derrota de Stalingrado. Quando Stalin descobre a segunda parte de Ivan, decide imediatamente proibi-la. Eisenstein é censurado pela forma como havia representado a guarda pessoal de Ivan. O filme havia sido considerado como uma crítica velada a Stalin e ao culto à personalidade. Ivã, o Terrível  encerra a carreira de Eisenstein. O filme só foi  lançado na União Soviética em 1958.
Afinal, aquele que escrevera que "o cinema, naturalmente, é a mais internacional das artes" morre sozinho, abandonado por todos, após uma hemorragia ligada a um infarto do miocárdio, em 10 ou 11 de fevereiro de 1948. Está sepultado no Cemitério Novodevichy, Moscou, na Rússia. Sua esposa faleceu em 1965.

## Filmografia

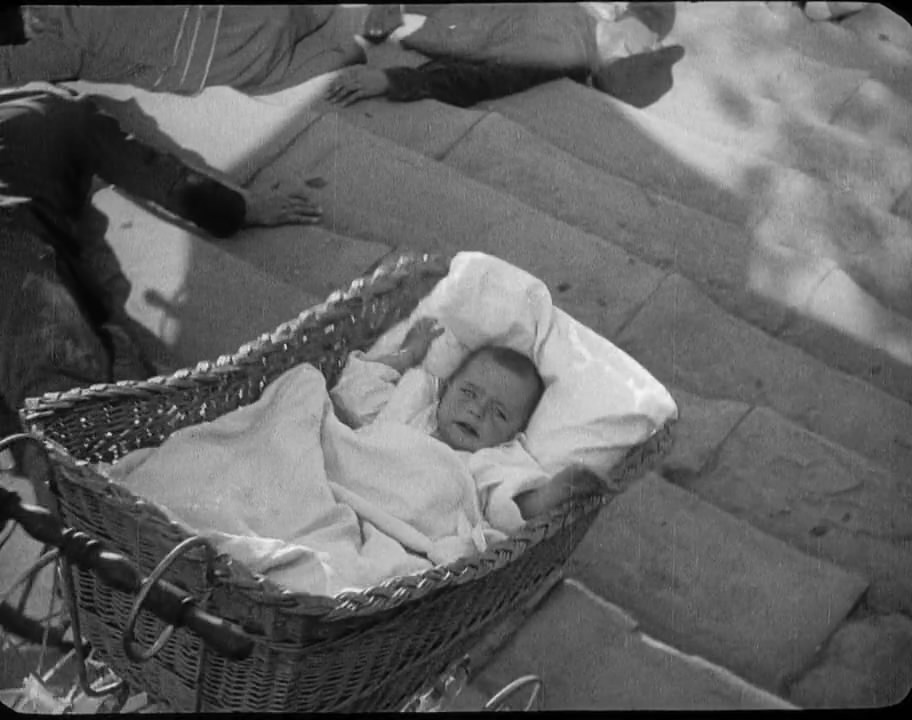
Cena de O Encouraçado Potemkin.

| Ano  | Título original           | Título no Brasil       | Título em Portugal    | Observações    |
| 1923 | Dnevnik Glumova           | O Diário de Glumov     | O Diário de Glumov    |                |
| 1924 | Statchka                  | A Greve                | A Greve               |                |
| 1925 | Bronenosets Potiomkin     | O Encouraçado Potemkin | O Couraçado Potemkine |                |
| 1927 | Oktiabr                   | Outubro                | Outubro               |                |
| 1928 | Gueneralnaia Linnia       | A Linha Geral          | A Linha Geral         |                |
| 1929 | Sturm uber la sarraz      |                        |                       | curta-metragem |
| 1930 | Romance sentimentale      |                        |                       | curta-metragem |
| 1931 | Da Zdravstvuiet, Meksika! | Que Viva México!       | Que Viva México!      | inacabado      |
| 1935 | Bejin Lug                 | Traição na Campina     | O Prado de Bejine     | inacabado      |
| 1938 | Aleksandr Nevski          | Alexandre Nevski       | Alexandre Nevski      |                |
| 1939 | Ferghana canal            |                        |                       |                |
| 1943 | Seeds of freedom          |                        |                       |                |
| 1944 | Ivan Groznii              | Ivan, o Terrível       | Ivan, o Terrível      |                |